# دهستان یقین علی تپه
دهستان یقین علی تپه، یکی از دهستان‌های بخش گوگ تپه شهرستان میاندوآب در استان آذربایجان غربی ایران است. مرکز این دهستان، روستای یقین علی تپه است.

## جمعیت
بر پایه سرشماری عمومی نفوس و مسکن در سال ۱۳۹۵، جمعیت دهستان یقین علی تپه برابر با ۶٬۲۳۴ نفر بوده است.